# X-Men: Evolution
X-Men: Evolution è una serie televisiva a cartoni animati prodotta da Film Roman Productions e Marvel Enterprises, composta da quattro stagioni per un totale di 52 episodi e andata in onda dal 4 novembre 2000 al 25 ottobre 2003. In questa incarnazione, molti dei personaggi sono adolescenti piuttosto che adulti. La serie è basata sul fumetto dedicato agli X-Men edito da Marvel Comics.

## Trama
La serie narra la vita e le avventure dei mutanti X-Men alle prese con nemici sempre più pericolosi e con le diffidenze del mondo dei non-mutanti.
Ciclope, Nightcrawler, Shadowcat e Jean Grey vivono in un dormitorio gestito dal Professor X, Tempesta e Wolverine, e insieme formano gli X-Men, dove la X rappresenta la presenza del gene X, responsabile dei poteri mutanti.
I ragazzi del dormitorio studiano in una scuola frequentata sia da non-mutanti, sia da altri mutanti che nella serie saranno spesso nemici ma anche alleati. Proprio la presenza dei non-mutanti costringe i possessori del gene X a cercare di nascondere i propri poteri per sfuggire alle diffidenze degli studenti "normali".
I mutanti che non fanno parte degli X-Men sono parte di un gruppo chiamato la Confraternita e guidato da Mystica, la preside della scuola. Fanno parte della Confraternita: Quicksilver, Wanda, Blob, Rogue, Toad e Lance.
Con l'avanzare degli episodi sempre più personaggi entrano a far parte sia degli X-Men, sia della Confraternita ma i nemici più insidiosi si riveleranno altri mutanti esterni alla scuola come Magneto, Sabretooth, Mesmero e Apocalisse insieme ai pericoli creati dal mondo dei non-mutanti.

## Lista episodi

### Prima stagione
1. Strategia X
2. L'impulso X
3. Il reclutamento di Rogue
4. Forza mutante
5. Quicksilver e Spike
6. Il metauniverso
7. La scelta di Rogue
8. Eventi in corso
9. Gara di sopravvivenza
10. Un passato oscuro
11. Ricordo sepolto
12. Evoluzione della specie (prima parte)
13. Evoluzione della specie (seconda parte)

### Seconda stagione
1. Una scelta difficile
2. La mente di Jean
3. L'ultimo colpo
4. Giochi pericolosi
5. Doppia personalità
6. Una brutta avventura
7. Il rapimento di Tempesta
8. Un aereo in prestito
9. Le ali dell'Angelo
10. L'ipnotizzatore
11. Incontri ravvicinati
12. Crisi d'identità
13. Le sirene di Bayville
14. Operazione Rinascita
15. Rabbia cieca
16. Il giorno del giudizio (prima parte)
17. Il giorno del giudizio (seconda parte)

### Terza stagione
1. Missione di salvataggio
2. Il giorno degli eroi
3. Ritorno a scuola
4. I cattivi nei guai
5. Vicolo cieco
6. Misure E-x-treme
7. Il rospo, la strega e l'armadio
8. Identità multiple
9. La seconda chiave
10. Guai in crociera
11. X-23
12. Un oscuro orizzonte (prima parte)
13. Un oscuro orizzonte (seconda parte)

### Quarta stagione
1. Impatto
2. Le buone azioni
3. Bersaglio X
4. Le colpe del figlio
5. Rivolta
6. La fuga di Rogue
7. Il fantasma della speranza
8. Ascensione (prima parte)
9. Ascensione (seconda parte)

## Doppiaggio
Il doppiaggio italiano è a cura dello Studio P.V, Milano.
- Charles Xavier (Professor X): David Kaye, in italiano Massimiliano Lotti
- Jean Grey: Venus Terzo, in italiano Cristiana Rossi
- Scott Summers (Ciclope): Kirby Morrow, in italiano Patrizio Prata
- Ororo Munroe (Tempesta): Kirsten Williamson, in italiano Patrizia Scianca
- Kurt Wagner (Nightcrawler): Brad Swaile, in italiano Luca Bottale
- Kitty Pryde (Shadowcat): Maggie O'Hara, in italiano Deborah Morese
- Evan Daniels (Spyke): Neil Denis, in italiano Massimo Di Benedetto
- Rogue: Megan Black, in italiano Paola Della Pasqua
- Logan (Wolverine): Scott McNeil, in italiano Mario Zucca
- Hank McCoy (Bestia): Michael Kopsa, in italiano Pietro Ubaldi
- Raven Darkholme (Mystica): Colleen Wheeler, in italiano Giulia Franzoso
- Lance Alvers (Avalanche): Christopher Grey, in italiano Gianluca Iacono
- Frederick Dukes (Blob): Michael Dobson, in italiano Paolo De Santis
- Todd Tolansky (Toad): Noel Fisher, in italiano Davide Garbolino
- Pietro Maximoff (Quicksilver): Richard Ian Cox, in italiano Ruggero Andreozzi
- Magneto: Christopher Judge, in italiano Riccardo Lombardo
- Victor Creed (Sabretooth): Michael Donovan, in italiano Marco Balzarotti
- Remy Lebeau (Gambit): Alessandro Juliani
- John Allerdyce (Pyro): Trevor Devall
- Peter Rasputin (Colosso): Michael Adamthwaite, in italiano Alessandro Zurla
- Wanda Maximoff (Scarlet): Kelly Sheridan
- Warren Worthington III (Angelo): Mark Hildreth, in italiano Simone D'Andrea
- Amara Aquilla (Magma): Alexandra Carter, in italiano Benedetta Ponticelli
- Cain Marko (Fenomeno): Paul Dobson, in italiano Marco Pagani.

## Altri media

### Fumetti
Nel gennaio 2002, la Marvel Comics ha iniziato a pubblicare un fumetto di X-Men: Evolution, parzialmente basato sullo spettacolo. Scritto da Devin K. Grayson con i disegni di Studio XD, è stato bruscamente cancellato dopo il nono numero a causa delle basse vendite. La serie è stata ristampata in due versioni tascabili commerciali.
Il fumetto ha introdotto la versione Evolution dei Morlock prima che apparissero nello show, e le loro apparizioni e motivazioni erano radicalmente differenti in entrambe le versioni. Presenta anche un'apparizione di Mimic, il quale non è mai comparso nello serie.
Una trama continuativa avrebbe introdotto la versione Evolution di Mister Sinister, ma il fumetto è stato cancellato prima che potesse essere inserito. Tuttavia, la copertina del numero inedito 10 rivela il design previsto per il personaggio.

### Merchandising
Toy Biz ha creato una linea di action figure. Taco Bell ha lanciato la prima promozione X-Men: Evolution con i suoi Kid's Meals. Anche Burger King ha lanciato una promozione Kid's Meal che includeva i giocattoli X-Men: Evolution. Ogni giocattolo includeva un mini-disco con giochi, screen-saver e un mini-fumetto relativo al personaggio. La formazione comprendeva Rogue, Mystique, Cyclops, Wolverine, Magneto, Quicksilver, Nightcrawler e Toad.

## Sequel
La serie ha dato vita ad un nuovo show intitolato Wolverine e gli X-Men, che ha iniziato la messa in onda nel novembre 2009. Non si tratta di un vero e proprio seguito di X-Men: Evolution, anche se lo stesso team creativo di quest'ultima ha lavorato sulla serie: Craig Kyle, Chris Yost, Steven E Gordon, Greg Johnson e Boyd Kirkland.
Nel 2012, Jean Grey e Robert Kelly (doppiato dai rispettivi attori X-Men: Evolution) sono apparsi nell'episodio della serie Iron Man: Armored Adventures "The X-Factor".